# Pogrom w Łodzi (1919)
Pogrom w Łodzi – pogrom dokonany 17 września 1919 roku przez lumpenproletariat i żołnierzy armii Józefa Hallera na żydowskich mieszkańcach Łodzi.

## Tło wydarzeń
I wojna światowa w Łodzi spowodowała niemal całkowite zatrzymanie produkcji przemysłowej. Po 11 listopada 1918 nieliczne zakłady przemysłowe wznowiły wówczas produkcję, a bezrobocie systematycznie rosło. Latem 1919 Łódź liczyła 110 tys. bezrobotnych przy czym około 50% korzystało z zapomóg Ministerstwa Pracy i Opieki Społecznej. Magistrat Łódzki apelował o wsparcie do Ministerstwa Aprowizacji, nie odnosząc na tym polu znaczących sukcesów. Brak pracy i perspektyw na poprawę sytuacji materialnej wśród robotników miał wpływ na podatność robotników na agitację różnych grup politycznych. Co więcej w sytuacji, w której w Łodzi burżuazja wywodziła się głównie spośród ludności żydowskiej oraz pochodzenia niemieckiego, a robotnicy w większości byli pochodzenia polskiego, miało to szczególne znaczenie, na napięcia pomiędzy różnymi grupami narodowościowymi. Przyczyniało się to do przenoszenia antagonizmów klasowych na antagonizmy narodowościowe. Do agitacji antyżydowskiej w Łodzi dochodziło ze strony Chrześcijańskiego Komitetu Robotniczego, postulującego „odżydzenie magistratu”, a także na łamach gazety „Rozwój”, związanej z Narodową Demokracją, w której Żydzi przedstawiani byli jako przeciwnicy niepodległości Polski, popierający niemieckie roszczenia do Górnego Śląska, a także wspierający stronę ukraińską i litewską w konfliktach z Polską. Ponadto do antagonizmów przyczyniła się również akcja żołnierzy Armii Hallera, związana z napadaniem na Żydów i obcinaniem im bród.

## Strajk robotniczy
17 września 1919 został ogłoszony strajk powszechny, niemniej nie doszedł on do skutku – robotnicy w większości nie wzięli udziału w akcji protestacyjnej. Niemniej tego samego dnia ze wsi Stoki do Łodzi wyruszyła manifestacja licząca 10 tys. osób, złożona z pracowników uczestniczących w budowie linii kolejowej Kutno–Łódź, którzy stracili pracę lub zostali zmuszeni do przejścia na system pracy na akord. Charakter niesionych przez nich transparentów („Żądamy zapłaty za naszą pracę”, „Bracia żołnierze nie strzelajcie do głodnych robotników”, „Żądamy pracy i chleba”) wskazywał na pokojowy charakter protestu. Przemarsz spotkał się w pierwszej kolejności z delegatem ministerstwa robót publicznych, następnie spotkał się na Nowym Rynku z prezydentem Łodzi – Aleksym Rżewskim. Z czasem, około 15:00, w wyniku działań agitatorów robotnicy zaczęli się radykalizować, policja zaś rozpoczęła działania polegające na wypychaniu protestujących na sąsiednie ulice. W związku z brakiem reakcji tłumu na działania służb porządkowych, policja oddała strzały w powietrze, co przyczyniło się do sprowokowania tłumu i rozpoczęcia zamieszek, w wyniku których życie straciło 6 osób (w tym 1 policjant), 47 robotników zostało rannych (w tym 28 Żydów) oraz 32 policjantów.

## Pogrom
Wśród łodzian rozwinęła się plotka jakoby zamieszki zostały zainicjowane przez Żydów, którzy mieli strzelać i rzucać kamieniami z okien do żołnierzy i policji. O 16:00 rozpoczęły się antyżydowskie rozruchy – dochodziło do rabunków sklepów oraz warsztatów tkackich. W związku z powyższym interweniował prezydent Aleksy Rżewski, wygłaszając przemówienie i prosząc uczestników zamieszek o opanowanie. W tym samym czasie do łódzkich koszar dotarła informacja o zabitym policjancie, lecz w przekształconej wersji, według której zamiast o policjancie zabitym przez demonstrantów usłyszeli o żołnierzu zabitym przez Żydów. W mieście powstały 2 epicentra zajść o charakterze antyżydowskim, jednym z nich była żydowska dzielnica Bałuty, w której dochodziło do ataków na Żydów na ulicach, ponadto wyciągano ich z mieszkań, restauracji, sklepów i tramwajów. Wśród ofiar znajdowali się prawdopodobnie wyłącznie mężczyźni. Ataku na placu kościelnym uniknęli radni Bundu – Izrael Lichtenstein i Nuson Baumgartner, którym udało się uciec przed pogromem do piwnicy jednej z kamienic, skąd wysłali list alarmujący członków rady miejskiej. Drugim z epicentrów był dworzec Łódź Kaliska, na którym oczekiwali żołnierze. Wyłapywali oni Żydów, bili, obcinali brody i atakowali bagnetami. Zamieszki w mieście próbował uspokoić A. Rżewski, w asyście radnych, policjantów oraz żandarmerii wojskowej. Prawdopodobnie to on zawiadomił komendanta miasta kpt. Alfreda Biłyka o zajściach, co przyczyniło się do reakcji na pogrom dowódców wojsk stacjonujących w Łodzi. Ponadto u władz wojskowych oraz ministerialnych interweniował Jerzy Rosenblatt. Sytuację udało się uspokoić około godz. 22:00.
Liczba ofiar śmiertelnych pogromu jest trudna do oszacowania. Nie zachowały się jednoznaczne i precyzyjne dane na ten temat. Według informacji przedstawionych prezydentowi przez Jerzego Rosenblatta zginęło ponad 200 osób, co sam uznawał za liczbę niedoszacowaną. Według niego policja miała potajemnie dokonywać pochówków zabitych, starając się przy tym zatrzeć skalę pogromu. Ranni w szpitalach posiadali głównie rany cięte i tłuczone, co miało wskazywać na brak użycia broni palnej w trakcie pogromu. Prasa, jak i lokalni samorządowcy zarzucali policji bierność, jednocześnie wskazując jako prowodyrów zajść żołnierzy oraz „mętów społecznych”, co prawdopodobnie mogło oznaczać lumpenproletariat i przestępców. Prezydent wraz z radą miejską za zajścia obwiniał reakcjonistów. Zostało zatrzymanych około 80 żołnierzy uczestniczących w pogromie, ponadto wprowadzono patrole żandarmerii wojskowej i policji. 18 września w celu uspokojenia nastrojów przez centrum miasta przejechała kolumna czołgów.